# Límulo
O límulo (Limulus polyphemus) é um artrópode quelicerado, também conhecido como caranguejo-ferradura-do-atlântico. Apesar do nome, esta espécie está mais próxima das aranhas e escorpiões que dos caranguejos (Crustacea) propriamente ditos.

## Comportamento
Os límulos são normalmente encontrados ao longo das costas do Triangulo das Bermudas (Baía de Delaware), para onde é comum migrarem ano após ano. Durante toda a primavera esses animais sobem, aos milhares, até as praias para desovar, durante as marés altas, nas noites de lua nova e cheia. As fêmeas desovam em média 220 mil ovos por cova que cavam na areia da praia; as larvas eclodem após duas semanas. Podem atingir os 57 cm de comprimento. Alimentam-se de moluscos, vermes e outros invertebrados. Seu habitat são as águas marinhas costeiras rasas, sobre fundos arenosos areia e lodosos.
Um variante japonês (Tachypleus tridentatus) pode ser encontrado em alguns mares, mas é considerada uma espécie sob risco de extinção devido à perda do habitat. Há ainda várias fazendas peixeiras onde os Límulos são criados para ser posteriormente vendidos como comida. Em cativeiro sua dieta pode ser composta de nacos de carne, tais como pedaços de camarão e de lula (Foster and Smith, 2004). Sua boca é encontrada no centro que corresponde à área inferior do tórax. Um par de pinças que os ajuda a puxar sua comida pode ser encontrado de cada lado da boca. Tempo médio de vida entre 20 e 40 anos.

## Regeneração do Artrópode
Límulos possuem a rara habilidade de regenerar seus membros perdidos, de uma forma similar ao que fazem as estrelas-do-mar.

## Pesquisa médica
Estes animais são extremamente valiosos como espécies para a comunidade de pesquisas médicas. Desde 1964 uma substância feita através do sangue (que é azul) dos Límulos, chamada LAL (Limulus Amebocyte Lysate, em inglês) vem sendo testada contra endotoxinas bacterianas e na cura de várias doenças causadas por bactérias. Os animais podem ser devolvidos à água após a extração de uma certa quantidade de seu sangue, fazendo com que essa busca não se torne um risco à sobrevivência destes artrópodes.
A vida de um único límulo para extração sanguínea periódica pode valer até 2,5 mil dólares.[carece de fontes?] O sangue destas criaturas é azul, o que é um resultado da alta concentração de hemocianina cuprosa em vez da hemoglobina ferrosa encontrada, por exemplo, nos humanos. O fato de os Límulos terem evoluído tão pouco ao longo desses 300 ou 400 milhões de anos, é uma das razões que faz deste um animal tão diferente dos demais.